# Patrice Valli
Pour les articles homonymes, voir Valli (homonymie).
 (novembre 2018).
Patrice Valli est un scénariste de bandes dessinées et de série de dessins animés. Il est également concepteur de jeux presse et télévision, notamment pour la Jeunesse.

## Biographie
(septembre 2018).
De 1971 à 1973 : scénariste de Pif et Hercule pour Pif Poche et Pif Gadget.
De 1972 à 1978 : journaliste.
De 1978 - 1984 : Responsable de scénarios des bandes dessinées pour Disney Publishing Worldwide.
À partir de 1984, il devient producteur TV indépendant. Il conçoit des programmes pour la jeunesse. À partir des années 1990, il s'intéresse aux questions d'interactivité en concevant des programmes courts pouvant s'insérer dans une grille et constituer une sorte de pause entre deux dessins animés, au cours de laquelle les jeunes téléspectateurs sont invités à se montrer actifs, en jouant avec leur écran de télévision. Patrice Valli a produit notamment l'émission quotidienne Rebus sur Canal J.
Producteur, il s'intéresse également à la fiction et monte des projets de longs-métrages. 
En 2000, auteur d'une série de dessins animés Doc Eureka coproduite par France 5 et France 3, nommée aux Emmy Awards en 2001[réf. nécessaire].